# 張英麟
张英麟（1837年—1925年），字振卿，山東濟南府歷城縣（今属济南市）人。

## 生平
同治四年（1865年）乙丑科进士，选庶吉士，散馆授编修。光绪年间历任福建、云南乡试主考官，国子监祭酒，充经筵讲官，詹事府詹事，奉天府丞兼学政，晋升内阁学士，奉天学政，擢为吏部侍郎，授京旗、蒙古副都统。官终都御史。辛亥革命爆发後乞归。民国十四年（1925年）卒，葬于历城红庙庄祖茔。

## 履历
歷任國史館協修、纂修，左右春坊贊善，司經局洗馬，左右春坊中允，翰林院侍講、侍讀，左右春坊庶子，署國子監祭酒，翰林院侍講學士，詹事府少詹事，奉天府府丞兼學政，詹事府詹事，內閣學士兼禮部侍郎銜，禮部侍郎，吏部右侍郎，順天學政，鑲黃旗蒙古副都統，鑲黃旗漢軍都統，署理都御史

## 延伸阅读
[在维基数据编辑]
 《清史稿·卷441》，出自趙爾巽《清史稿》